# Герасимик Дмитро Миколайович
Дмитро́ Микола́йович Гераси́мик (нар. 20 травня 1988 — 17 серпня 2014) — солдат Збройних сил України, учасник російсько-української війни.

## Життєвий шлях
Народився 1988 року в селі Видерта (Камінь-Каширський район, Волинська область). Закінчив школу села Видерта 2006 року. Протягом 2006—2007 років відслужив строкову службу в лавах ЗСУ.
З квітня 2014-го — солдат, номер обслуги, військовослужбовець 51-ї окремої механізованої бригади. Брав участь у боях за Савур-могилу, на блокпосту зазнав поранення у плече. Приїхав додому у короткотермінову відпустку — коли дружина народила другу донечку. Відразу після хрестин повернувся знову в зону боїв. Зазнав поранення; в Авдіївці надали медичну допомогу та витягли кулю, дорогою в Дніпропетровськ терористи обстріляли автобус з пораненими, осколок влучив у голову Дмитрові.
Помер у дніпропетровському шпиталі від тяжкого поранення в голову.
Без Дмитра лишилася дружина Наталія з двома маленькими доньками — Віта 2012 та 2014 р.н. Злата.
Похований у селі Видерта.
У вересні 2022року Злату Герасимик на перший дзвінок повели бойові побратими батька.

## Нагороди та вшанування
- За особисту мужність і героїзм, виявлені у захисті державного суверенітету та територіальної цілісності України, вірність військовій присязі під час російсько-української війни, відзначений — нагороджений
- орденом «За мужність» III ступеня (17.7.2015, посмертно)
- 23 січня 2015-го у школі села Видерта відкрито та освячено меморіальну дошку випускнику Дмитру Герасимику
- Його портрет розміщений на меморіалі «Стіна пам'яті полеглих за Україну» у Києві: секція 2, ряд 10, місце 37.
- Вшановується 17 серпня на щоденному ранковому церемоніалі вшанування українських захисників, які загинули цього дня у різні роки внаслідок російської збройної агресії[3]
- нагороджений відзнакою 51-ї ОМБр «За мужність та відвагу» (посмертно).